# Singer Miklós
Singer Miklós (? – ?) kétszeres magyar bajnok labdarúgó, csatár.

## Pályafutása
1916 és 1919 között az MTK-ban szerepelt. A sorozatban tíz bajnoki címet nyerő csapat tagja volt, de nem tartozott a meghatározó játékosok közé, így csak két bajnoki cím megszerzésben volt része.

## Sikerei, díjai
- Magyar bajnokság
  - bajnok: 1916–17, 1918–19